# Ternej
Ternej (Russisch: Терней) is een nederzetting met stedelijk karakter in de Russische kraj Primorje en het bestuurlijk centrum van het gelijknamige gemeentelijk district Ternejski hierbinnen. De plaats ligt aan de gelijknamige baai van de Japanse Zee op 665 kilometer van Vladivostok en 640 kilometer van Chabarovsk. Ternej telt ongeveer 4000 inwoners (3.971 in 2002; 4.508 in 1989), waarmee het de op een na grootste plaats is na Plastoen.

## Klimaat
Ternej ligt in een gebied met een gematigd zeeklimaat, maar het klimaat is er een stuk strenger als in bijvoorbeeld Krasnodar of Venetië, die op dezelfde lengtegraad liggen. De gemiddelde wintertemperatuur bedraagt er −11,5 °C en de gemiddelde zomertemperatuur ca. 14,5 °C. Januari is het koudst met een gemiddelde van −14,0 °C en augustus het warmst met een gemiddelde van 17 °C.

## Geschiedenis

### Pre-Russische bewoning en ontdekkingstochten
De regio rond Ternej wordt al sinds oude tijden bewoond door diverse volken, waaronder jagers en landbouwers uit het Bohai-rijk en Jurchen; de voorouders van de Nanais, Oedegeïers, Oeltsjen en Orotsjen. Nabij Ternej bevinden zich de overblijfselen van een Jurchenfort.
De baai waaraan Ternej ligt werd voor het eerst bezocht door Europeanen tijdens de reis van de Franse zeevaarder Jean-François de La Pérouse van 5 op 6 juli 1787. Ternej is vernoemd naar de baai, die door La Pérouse werd vernoemd naar de eveneens Franse zeevaarder admiraal Charles-Henri-Louis d'Arsac (de Ternay). 87 jaar later, in 1874, werd een expeditie uitgezonden onder leiding van Loggin Bolsjev om de "laatste witte plek" langs de noordoostelijke kust van de Japanse Zee in kaart te brengen. Meer dan 500 rivieren, delfstoffen en lokale volken en culturen werden hierbij beschreven. In het gebied woonden toen vooral Oedegeïers en in mindere mate Chinese migranten. Tijdens deze expeditie beschreef tweede luitenant en topograaf A.P. Jegorov de benedenloop van de rivier de Sanhobe (nu Seberjanka genoemd), waar later Ternej zou verrijzen. In 1906 werd een expeditie georganiseerd naar de oorstelijke hellingen van de Sichote-Alin onder leiding van Vladimir Arsenjev en zijn helper Dersoe Oezala. Hierbij kwam men in contact met de lokale Chinese heerser Chang-Bao, die zijn stafkwartier in Ternej had en vandaaruit Chinese bandieten in het gebied bestreed.

### Beginjaren als Russisch kolonistendorp
De eerste Russische kolonisten trokken eind 19e eeuw naar het district Ternejski en bestonden vooral uit voormalige criminelen uit de katorgakampen van Sachalin en gevluchte oudgelovigen. Tussen 1906 en 1907, na het beëindigen van de Russisch-Japanse Oorlog, vond de grootste immigratiegolf plaats. In september 1908 werd het eerste houten huis voltooid door de Rus Grigori Jelisejev, hetgeen wordt gezien als de stichting van Ternej. De eerste bewoners bestonden vooral uit migranten uit Centraal-Rusland, op de vlucht voor honger en onderdrukking en op zoek naar goede kandbouwgronden. Zij keerden nooit weer terug en hun nakomelingen wonen veelal nog altijd in Ternej. Een aantal van hen migreerden echter vanuit Ternej naar andere plaatsen ten noorden en zuiden van het dorp. In 1910 kwamen ook veel migranten uit nabijgelegen plaatsen als Nikolsk-Oessoeriejsk en Vladivostok. Zij stichtten onder andere een winkel, waar tegen betaling van sabelmarterhuiden (geld was er nog niet in omloop) goederen op de pof konden worden gekocht, hetgeen echter al snel leidde tot grote schulden bij veel inwoners. In de eerste jaren was er ook geen rechtspraak en werden zaken behandeld door de lokale mir. Nadat de geestelijkheid begon te klagen dat er nog geen kerk was, werd in het nabijgelegen dorpje Grigmoentovka (naar protopope Grigmoent van Vladivostok vernoemd en later onbewoond) een kerk gebouwd.

### De Russische Burgeroorlog
Na de Februarirevolutie werd ook in Ternej een revolutionair comité opgericht en de selsovjet van Ternej werd Ternej-Morozovski genoemd, daar Grimoentovka was hernoemd naar Morozova (naar revolutionair Morozov). In maart 1918 werd een revolutionair comité opgericht dat streed tegen de witten tijdens de Russische Burgeroorlog. Tweemaal dreven ze een aanval van de witten nabij Ternej terug. Ook waren ze actief bij Tetjoeche (Dalnegorsk) en de Samarga en een aantal andere plaatsen in Primorje, totdat in 1922 het gebied geheel in handen van de bolsjewieken was.

### Zuiveringen van de jaren 30
In 1932 werd het district Ternejski opgericht en werd de plaats, die toen Ternej-Morozovskoje werd genoemd en bij de oprichting van de kraj Primorje in 1938 haar huidige naam kreeg. Tussen 1932 en 1933 bereikten de collectivisatie en dekoelakisatie Ternej en ontstonden kolchozen (10 viskolchozen en 22 landbouwkolchozen). Boeren die zelfs onder dwang van pistolen niet mee wilden werken werden meegenomen naar Vladivostok en op een schip naar de Sevvostlag gezet. Boeren in Kchoetsin kwamen in opstand tegen de collectivisatie tussen 1932 en 1933. Deze opstand werd door de sovjets aangeduid als een "muiterij van koelakken en oudgelovigen" en genadeloos neergeslagen door de sovjets, die alle overlevenden liet executeren in Vladivostok. Nadien kwam de NKVD en pakte iedereen op die familie of kennissen vormden van de opstandelingen. Dit werd gedaan om de wil van de bevolking te breken en dit werkte inderdaad; in 1934 was de collectivisatie in Ternej voltooid, zij het dat degenen die in de coöperatieve boerderijen waren gedwongen weinig economische productiviteit leverden, waardoor veel functies al na een jaar niet meer werkten.
Tot begin jaren 30 was Ternej een vissers- en jagersdorp gebleven. In 1934 arriveerde de eerste door stoom aangedreven visserschepen en kort daarna ontstond de eerste houtzagerij. De visindustrie werd gemoderniseerd door de komst van de Staats-Vistrust van Noord-Primorje (Северо-приморский государственный рыбный трест), hetgeen zorgde voor een grote groei van de economie. Voor deze vistrust werden ook een districtsziekenhuis, middelbare school, bibliotheek en een krant opgericht in Ternej. Daarnaast verschenen appartementscomplexen, nieuwe pieren en aanverwante visindustrie.
Toen volgde de Grote Zuivering, die Ternej en de omliggende dorpen zwaar trof. Vele honderden "vijanden van het volk" werden opgepakt en vaak doodgemarteld. In 1937 werden alle Koreanen in het district Ternejski (ongeveer 20% van de bevolking) opgepakt en naar de Kazachse SSR verbannen. De economie van Ternej zakte in na een aardbeving in 1938, waarbij een groot deel van de ivasi (of West-Pacifische sardine; Sardinops sagax melanosticta) verloren ging.
Tegen de Tweede Wereldoorlog kwakkelde de economie, waarbij er ook veel armoede was op de kolchozen.

### Periode vanaf de jaren 50
Tot begin jaren 50 verdwenen veel onrendabele kolchozen en daalde de bevolking verder. In 1952 stuurde Anatoli Medkov, die als secretaris van de lokale Komsomol werkte in Ternej een brief naar Georgi Malenkov in Moskou over de leegloop van het grensgebied, hetgeen direct leidde tot maatregelen. Er werden nieuwe migranten gestuurd en de bevoorrading werd verbeterd. Begin jaren 60 werd de economie opnieuw aangepakt en werden drie viskolchozen samengevoegd tot 1 nieuwe (die na de val van de Sovjet-Unie failliet ging). In die tijd werden ook de straten geasfalteerd en kregen de sociale en culturele voorzieningen- en de huizenbouw een nieuwe impuls. Tussen 1971 en 1978 werd een weg van Ternej naar Plastoen aangelegd, waardoor de plaats een verbinding kreeg over land met Vladivostok. In de eerste jaren na de val van de Sovjet-Unie gingen veel bedrijven failliet in Ternej en verslechterden de communicatieverbindingen. Er wordt de laatste tijd zilver gedolven en ook andere mineralen zijn aangetroffen. Een andere mogelijke ontwikkeling is het toerisme naar de zapovednik Sichote-Alinski (ingesteld in 1935).